# Lista planetelor minore/180301–180400
Aceasta este Lista planetelor minore/180301–180400; pentru a naviga prin lista completă vezi Lista planetelor minore.
Pentru ale detalii vezi și Proiect:Astronomie sau Portal:Astronomie.
| Nume            | Denumire provizorie | Data descoperirii | Locul descoperirii | Descoperitor(i) |
| --------------- | ------------------- | ----------------- | ------------------ | --------------- |
| 180301 -        | 2003 WE139          | 21 noiembrie 2003 | Socorro            | LINEAR          |
| 180302 -        | 2003 WR139          | 21 noiembrie 2003 | Socorro            | LINEAR          |
| 180303 -        | 2003 WQ140          | 21 noiembrie 2003 | Socorro            | LINEAR          |
| 180304 -        | 2003 WW140          | 21 noiembrie 2003 | Socorro            | LINEAR          |
| 180305 -        | 2003 WD151          | 24 noiembrie 2003 | Palomar            | NEAT            |
| 180306 -        | 2003 WQ160          | 30 noiembrie 2003 | Kitt Peak          | Spacewatch      |
| 180307 -        | 2003 WA162          | 30 noiembrie 2003 | Kitt Peak          | Spacewatch      |
| 180308 -        | 2003 WF170          | 20 noiembrie 2003 | Catalina           | CSS             |
| 180309 -        | 2003 XR             | 3 decembrie 2003  | Socorro            | LINEAR          |
| 180310 -        | 2003 XF1            | 1 decembrie 2003  | Kitt Peak          | Spacewatch      |
| 180311 -        | 2003 XQ2            | 1 decembrie 2003  | Socorro            | LINEAR          |
| 180312 -        | 2003 XC3            | 1 decembrie 2003  | Socorro            | LINEAR          |
| 180313 -        | 2003 XY3            | 1 decembrie 2003  | Socorro            | LINEAR          |
| 180314 -        | 2003 XR4            | 1 decembrie 2003  | Socorro            | LINEAR          |
| 180315 -        | 2003 XD7            | 3 decembrie 2003  | Socorro            | LINEAR          |
| 180316 -        | 2003 XQ7            | 1 decembrie 2003  | Socorro            | LINEAR          |
| 180317 -        | 2003 XS7            | 1 decembrie 2003  | Socorro            | LINEAR          |
| 180318 -        | 2003 XE12           | 14 decembrie 2003 | Palomar            | NEAT            |
| 180319 -        | 2003 XR21           | 14 decembrie 2003 | Kitt Peak          | Spacewatch      |
| 180320 -        | 2003 XA26           | 1 decembrie 2003  | Socorro            | LINEAR          |
| 180321 -        | 2003 XG38           | 4 decembrie 2003  | Socorro            | LINEAR          |
| 180322 -        | 2003 YK2            | 17 decembrie 2003 | Črni Vrh           | Črni Vrh        |
| 180323 -        | 2003 YJ4            | 16 decembrie 2003 | Catalina           | CSS             |
| 180324 -        | 2003 YQ4            | 17 decembrie 2003 | Socorro            | LINEAR          |
| 180325 -        | 2003 YQ5            | 16 decembrie 2003 | Catalina           | CSS             |
| 180326 -        | 2003 YW12           | 17 decembrie 2003 | Anderson Mesa      | LONEOS          |
| 180327 -        | 2003 YD16           | 17 decembrie 2003 | Anderson Mesa      | LONEOS          |
| 180328 -        | 2003 YE16           | 17 decembrie 2003 | Anderson Mesa      | LONEOS          |
| 180329 -        | 2003 YH17           | 17 decembrie 2003 | Kitt Peak          | Spacewatch      |
| 180330 -        | 2003 YE21           | 17 decembrie 2003 | Kitt Peak          | Spacewatch      |
| 180331 -        | 2003 YN21           | 17 decembrie 2003 | Kitt Peak          | Spacewatch      |
| 180332 -        | 2003 YQ21           | 17 decembrie 2003 | Kitt Peak          | Spacewatch      |
| 180333 -        | 2003 YE29           | 17 decembrie 2003 | Kitt Peak          | Spacewatch      |
| 180334 -        | 2003 YN30           | 18 decembrie 2003 | Socorro            | LINEAR          |
| 180335 -        | 2003 YC33           | 16 decembrie 2003 | Catalina           | CSS             |
| 180336 -        | 2003 YO34           | 18 decembrie 2003 | Socorro            | LINEAR          |
| 180337 -        | 2003 YZ35           | 19 decembrie 2003 | Socorro            | LINEAR          |
| 180338 -        | 2003 YS37           | 18 decembrie 2003 | Kitt Peak          | Spacewatch      |
| 180339 -        | 2003 YJ42           | 19 decembrie 2003 | Kitt Peak          | Spacewatch      |
| 180340 -        | 2003 YN47           | 18 decembrie 2003 | Socorro            | LINEAR          |
| 180341 -        | 2003 YQ55           | 19 decembrie 2003 | Socorro            | LINEAR          |
| 180342 -        | 2003 YH58           | 19 decembrie 2003 | Socorro            | LINEAR          |
| 180343 -        | 2003 YX60           | 19 decembrie 2003 | Socorro            | LINEAR          |
| 180344 -        | 2003 YB61           | 19 decembrie 2003 | Socorro            | LINEAR          |
| 180345 -        | 2003 YE63           | 19 decembrie 2003 | Socorro            | LINEAR          |
| 180346 -        | 2003 YA64           | 19 decembrie 2003 | Socorro            | LINEAR          |
| 180347 -        | 2003 YK65           | 19 decembrie 2003 | Socorro            | LINEAR          |
| 180348 -        | 2003 YS68           | 19 decembrie 2003 | Socorro            | LINEAR          |
| 180349 -        | 2003 YW71           | 18 decembrie 2003 | Socorro            | LINEAR          |
| 180350 -        | 2003 YR73           | 18 decembrie 2003 | Socorro            | LINEAR          |
| 180351 -        | 2003 YV73           | 18 decembrie 2003 | Socorro            | LINEAR          |
| 180352 -        | 2003 YD75           | 18 decembrie 2003 | Socorro            | LINEAR          |
| 180353 -        | 2003 YG75           | 18 decembrie 2003 | Socorro            | LINEAR          |
| 180354 -        | 2003 YL76           | 18 decembrie 2003 | Socorro            | LINEAR          |
| 180355 -        | 2003 YK78           | 18 decembrie 2003 | Socorro            | LINEAR          |
| 180356 -        | 2003 YO82           | 18 decembrie 2003 | Socorro            | LINEAR          |
| 180357 -        | 2003 YM84           | 19 decembrie 2003 | Socorro            | LINEAR          |
| 180358 -        | 2003 YA85           | 19 decembrie 2003 | Socorro            | LINEAR          |
| 180359 -        | 2003 YQ85           | 19 decembrie 2003 | Socorro            | LINEAR          |
| 180360 -        | 2003 YJ91           | 20 decembrie 2003 | Socorro            | LINEAR          |
| 180361 -        | 2003 YS93           | 21 decembrie 2003 | Socorro            | LINEAR          |
| 180362 -        | 2003 YA94           | 21 decembrie 2003 | Kitt Peak          | Spacewatch      |
| 180363 -        | 2003 YZ94           | 19 decembrie 2003 | Socorro            | LINEAR          |
| 180364 -        | 2003 YG106          | 22 decembrie 2003 | Socorro            | LINEAR          |
| 180365 -        | 2003 YZ106          | 22 decembrie 2003 | Kitt Peak          | Spacewatch      |
| 180366 -        | 2003 YA109          | 22 decembrie 2003 | Socorro            | LINEAR          |
| 180367 Vonfeldt | 2003 YQ110          | 22 decembrie 2003 | Needville⁠(d)       | D. Wells⁠(d)     |
| 180368 -        | 2003 YB111          | 27 decembrie 2003 | Desert Eagle       | W. K. Y. Yeung  |
| 180369 -        | 2003 YQ111          | 23 decembrie 2003 | Socorro            | LINEAR          |
| 180370 -        | 2003 YB120          | 27 decembrie 2003 | Socorro            | LINEAR          |
| 180371 -        | 2003 YW122          | 27 decembrie 2003 | Socorro            | LINEAR          |
| 180372 -        | 2003 YH125          | 27 decembrie 2003 | Socorro            | LINEAR          |
| 180373 -        | 2003 YJ125          | 27 decembrie 2003 | Socorro            | LINEAR          |
| 180374 -        | 2003 YW127          | 27 decembrie 2003 | Socorro            | LINEAR          |
| 180375 -        | 2003 YH129          | 27 decembrie 2003 | Socorro            | LINEAR          |
| 180376 -        | 2003 YC131          | 28 decembrie 2003 | Socorro            | LINEAR          |
| 180377 -        | 2003 YC134          | 28 decembrie 2003 | Socorro            | LINEAR          |
| 180378 -        | 2003 YE134          | 28 decembrie 2003 | Socorro            | LINEAR          |
| 180379 -        | 2003 YR136          | 18 decembrie 2003 | Palomar            | NEAT            |
| 180380 -        | 2003 YO139          | 28 decembrie 2003 | Socorro            | LINEAR          |
| 180381 -        | 2003 YG140          | 28 decembrie 2003 | Socorro            | LINEAR          |
| 180382 -        | 2003 YV144          | 28 decembrie 2003 | Socorro            | LINEAR          |
| 180383 -        | 2003 YJ146          | 28 decembrie 2003 | Socorro            | LINEAR          |
| 180384 -        | 2003 YF147          | 29 decembrie 2003 | Socorro            | LINEAR          |
| 180385 -        | 2003 YJ151          | 29 decembrie 2003 | Catalina           | CSS             |
| 180386 -        | 2003 YS153          | 29 decembrie 2003 | Catalina           | CSS             |
| 180387 -        | 2003 YQ168          | 18 decembrie 2003 | Socorro            | LINEAR          |
| 180388 -        | 2003 YU171          | 18 decembrie 2003 | Kitt Peak          | Spacewatch      |
| 180389 -        | 2004 AD2            | 13 ianuarie 2004  | Anderson Mesa      | LONEOS          |
| 180390 -        | 2004 AM7            | 13 ianuarie 2004  | Anderson Mesa      | LONEOS          |
| 180391 -        | 2004 AO7            | 13 ianuarie 2004  | Anderson Mesa      | LONEOS          |
| 180392 -        | 2004 AQ7            | 13 ianuarie 2004  | Anderson Mesa      | LONEOS          |
| 180393 -        | 2004 AC10           | 15 ianuarie 2004  | Kitt Peak          | Spacewatch      |
| 180394 -        | 2004 AG10           | 15 ianuarie 2004  | Kitt Peak          | Spacewatch      |
| 180395 -        | 2004 AH13           | 13 ianuarie 2004  | Kitt Peak          | Spacewatch      |
| 180396 -        | 2004 BK2            | 16 ianuarie 2004  | Palomar            | NEAT            |
| 180397 -        | 2004 BB5            | 16 ianuarie 2004  | Palomar            | NEAT            |
| 180398 -        | 2004 BC10           | 16 ianuarie 2004  | Palomar            | NEAT            |
| 180399 -        | 2004 BN11           | 16 ianuarie 2004  | Palomar            | NEAT            |
| 180400 -        | 2004 BD12           | 16 ianuarie 2004  | Palomar            | NEAT            |